# Бассен, Бартоломеус ван

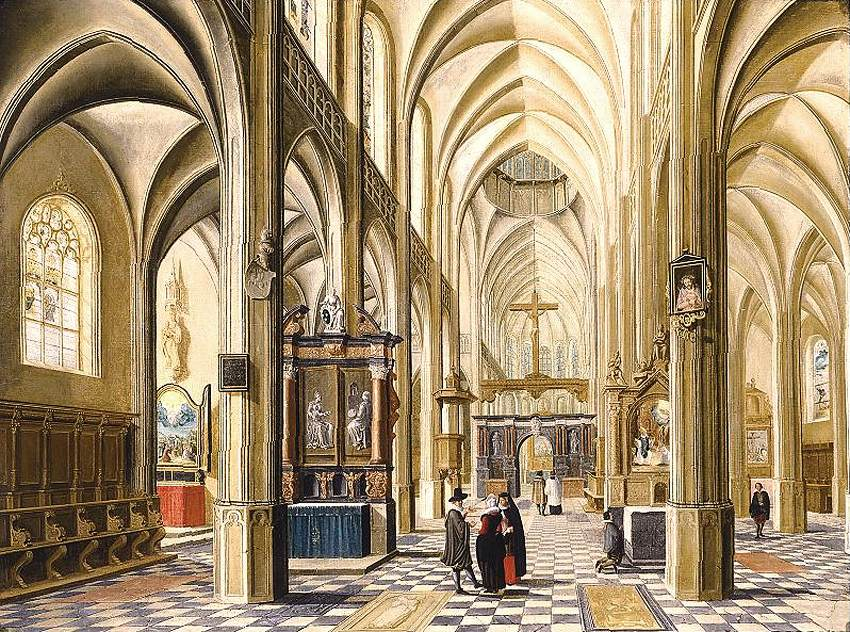
Интерьер готического храма, 1614

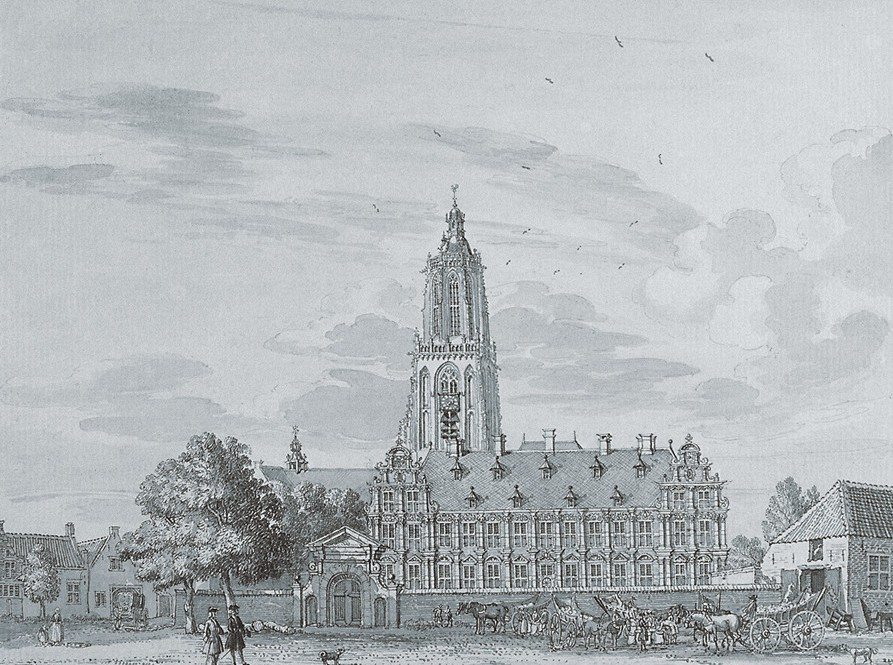
Дворец курфюрста Пфальца Фридриха V в Ренене (Утрехт), спроектированный и построенный в 1630—1631 гг. В. ван Бассеном

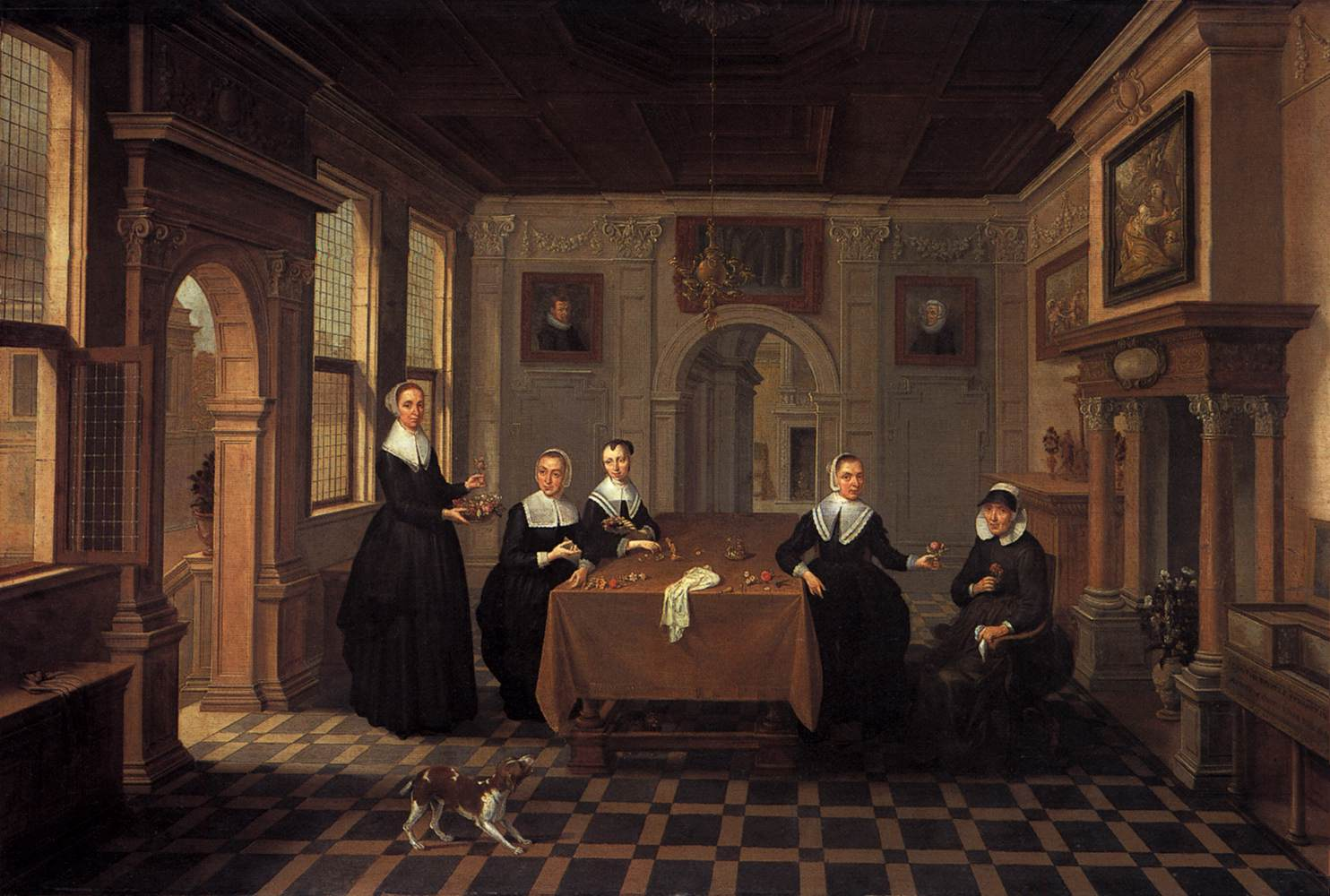
Группа женщин в интерьере

Бартоломеус Корнелис ван Бассен (нидерл. Bartholomeus van Bassen; около 1590. Антверпен  — 1652, Гаага) — голландский архитектор эпохи барокко и художник Золотого века голландской живописи.
Один из ведущих архитектурных живописцев Голландии.
О его жизни известно мало. Возможно, он родился и получил образование в Делфте, где в 1613 году вступил в Гильдию Святого Луки. Самая ранняя известная его работа датирована 1614 годом. В 1622 году ван Бассен стал членом Гильдии Святого Луки в Гааге.
В 1629—1634 годах принимал участие в различных строительных проектах для Фридерика Генриха Оранского. Он проектировал и руководил строительством дворца в Ренене. Вместе с Питером Адриаансом Нурвицем спроектировал новую кирху (Nieuwe Kerk), первую церковь в Гааге, построенную специально для евангелистов. Храм был построен в 1649—1656 годах.
С 1638 до смерти занимал должность городского архитектора Гааги. Стал известным, как городской архитектор Гааги и строитель дворца курфюрста Пфальца Фридриха V в Ренене (Утрехт).
Ван Бассен был также талантливым художником, писал городские пейзажи и архитектуру, его наиболее известные работы изображают интерьеры церквей. Работы характеризуются совершенной точностью передачи и тщательностью передачи архитектурных деталей.